# Тимофеев, Евгений Михайлович (политик)
Евгений Михайлович Тимофеев (1885, Тара, Тобольская губерния — 11 сентября 1941, Медведевский лес в Орловской области) — российский политический деятель, эсер.

## Биография
Из дворян. Родился в семье сосланного в Тару народовольца Михаила Акимовича Тимофеева (владевшего в Таре столярной мастерской). Мать дочь купца сосланная в Тару Феодосия Григорьевна Бердичевская (1861-9 апреля 1889, умерла в Таре от чахотки). Окончил Томскую гимназию, с 1905 г. учился на физико-математическом факультете Петербургского университета.
Участник революционного движения с 1900 года. В 1903 г. впервые арестован за участие в демонстрации. В 1906 г. приговорён к 10 годам каторги (за сокрытие убийцы). В 1916 вновь осуждён.
После Февральской революции вышел на свободу, возглавлял Иркутский совет рабочих и солдатских депутатов. Был делегатом съездов ПСР и членом ЦК партии. Избран в Учредительное собрание от Иркутского округа по списку № 1 (эсеры и Крестьянский союз). Член бюро фракции ПСР, участник заседания Учредительного собрания 5 января 1918 года. Весной того же года возглавлял боевую комиссию ЦК ПСР в Москве.
Арестован в 1920 году, содержался в Бутырской тюрьме. Подсудимый на «процессе эсеров» в 1922 году. Приговорён к расстрелу, замененному 5 годами тюрьмы. После освобождения в 1925 году сослан в Коканд, затем в Уральск (где занимался изучением экономики и археологии Казахстана).
Арестован в 1937, Военной коллегией Верховного суда СССР осуждён на 25 лет заключения. 10 сентября 1941 расстрелян вместе с другими политзаключёнными в Медведевском лесу под Орлом. Реабилитирован в 1990.